# Eder Mallo Fernández
Eder Mallo Fernández (Bilbao, Vizcaya, España, 8 de julio de 1993) es un árbitro de fútbol español adscrito al comité castellano‑leonés. Desde la temporada 2024‑25 milita en la Segunda División (LaLiga Hypermotion).

## Trayectoria
Formado en el arbitraje estatal, dirigió en la extinta Segunda División B entre 2018 y 2021. Con la reestructuración de categorías, arbitró en Segunda Federación (2021–22) y en Primera Federación durante dos campañas (2022–24). En junio de 2024 fue promovido al fútbol profesional y se estrenó en Segunda División en la 2024‑25.
En diciembre de 2024 el Gimnàstic de Tarragona presentó una querella contra él por su arbitraje en la final de ascenso a Segunda de la temporada 2023‑24 frente al Málaga. La querella fue admitida a trámite el 27 de enero de 2025; el colegiado declaró el 26 de mayo de 2025 y negó cualquier actuación premeditada. Solicitó una excedencia temporal como policía local tras conocerse su ascenso al fútbol profesional.

## Temporadas
| Categoría          | País   | Años          | Partidos |
| ------------------ | ------ | ------------- | -------- |
| Segunda División B | España | 2018–2021     | 31       |
| Segunda Federación | España | 2021–2022     | 13       |
| Primera Federación | España | 2022–2024     | 26       |
| Segunda División   | España | 2024–2025     | 22       |
| Segunda División   | España | 2025–presente | —        |

Datos de partidos por categoría según BDFutbol (actualizado a 17/08/2025).